# Онхоцеркоз
Онхоцеркоз (речная слепота) — гельминтоз из группы филяриатозов, характеризуется образованием подкожных узлов, поражением кожи и глаз. Всемирная организация здравоохранения внесла данную патологию в группу забытых болезней.

## Этиология и эпидемиология

Мировая распространённость онхоцеркоза на 100 000 жителей.
нет данных
менее 10
10-50
50-60
60-70
70-80
80-90
90-100
100-150
150-200
200-300
300-400
более 400

Возбудитель заболевания — Onchocerca volvulus. Гельминт имеет нитевидное, утончающееся к концам тело, длина около 35—50 мм у самок и 19-42 мм у самцов, а ширина составляет 0,27— 0,40 мм (самки) и 0,130—0,210 мм (самцы). Хозяином возбудителя является только человек, а переносчиком — самки мошек Simulium damnosum. Онхоцеркоз часто называют речной слепотой, поскольку переносчики обитают по берегам рек. Взрослые черви поселяются в лимфоузлах человека, где самки производят на свет множество личинок, называемых микрофиляриями. Эти личинки далее мигрируют под эпидермис кожи, откуда могут вновь попасть в организм мошек и, таким образом, продолжить цикл развития паразитов. Часть микрофилярий попадает в глаза человека, проникая во все ткани зрительного органа. В глазном яблоке они вызывают воспаление, кровотечения и другие осложнения, ведущие в конечном итоге к потере зрения. 
В мире насчитывается около 18 млн больных онхоцеркозом, из них примерно у 600 тыс. заболевание привело к значительному снижению зрения или полной слепоте. Наиболее часто заболевание регистрируется в Западной и Центральной Африке. Случаи заболевания отмечаются в Йемене и шести странах Латинской Америки.
Онхоцеркозом болеют также животные.

## Клиническая картина и патогенез
Инкубационный период около 1 года.
Клиническая картина паразитоза обусловлена иммунноаллергическими реакциями на гибнущих микрофилярий. При тяжёлых инвазиях в организме человека ежедневно погибает порядка 100 000 микрофилярий. 
Общие симптомы зависят от интенсивности инвазии. Они включают:
- повышенную температуру тела (в тяжёлых случаях до 39—40°С);
- головную боль;
- слабость;
- изменения кожи (становится твёрдой, шелушится, появляется сыпь).

Характерный признак онхоцеркоза — наличие под кожей плотных фиброзных узлов размерами до 7 см. Узлы могут локализоваться как в тазобедренной области, так и около суставов, в области лопаток и редко на голове. У 40—50 % жителей эндемичных районов в Африке повторная инвазия кожи паразитами ведёт к персистирующему зуду. Частые расчёсывания вызывают соответствующие патоморфологические изменения кожи: дерматиты, лихенизацию и в конечном итоге атрофические явления. Часто отмечаются дегенеративные обвисания кожи в паховых областях. Характерна и депигментация кожи голеней по типу «кожи леопарда». В настоящее время разработана классификация кожных изменений при онхоцеркозе.
Серьёзность прогноза определяет поражение глаз. Риск развития слепоты зависит от заражённости эндемичной области мошками-переносчиками. Микрофилярии проникают на роговицу с кожи и конъюнктивы, вследствие чего развивается точечный кератит вокруг гибнущих микрофилярий. Если инвазия продолжается на протяжении многих лет, развивается склерозирующий кератит и иридоциклит, что и ведёт к потере зрения. Кроме того, микрофилярии способны проникать в сетчатку и по сосудам, кровоснабжающим веки. Воспаление сетчатки в области выхода зрительного нерва также способно серьёзно нарушать зрение.

## Лечение и прогноз
Главной задачей при лечении онхоцеркоза является предотвращение патологических изменений организма больного и облегчение его состояния. При локализации подкожных фиброзных узлов на голове рекомендуется хирургическое вмешательство в связи с тем, что возбудитель находится рядом с глазами. Во всех остальных случаях основной метод лечения медикаментозный:
- Ивермектин — эффективен в отношении микрофилярий. Назначают внутрь в дозе 150 мкг/кг 1—2 раза в год.
- Сурамин — сильнодействующий антибактериальный препарат. Эффективен в отношении половозрелых гельминтов. Применялся в 70-е годы XX века.
- Доксициклин — антибиотик, убивающий симбионтов червей, бактерий рода Вольбахия. Его приём в течение 4—6 недель приводит к гибели части взрослых самок и вызывает их стерилизацию.
- Другие препараты: моксидектин.

Прогноз при онхоцеркозе всегда серьёзный в связи с возможным глубоким поражением глаз.

## Онхоцеркоз лошадей
Данное заболевание широко распространено среди лошадей и характеризуется поражением опорной ткани (сухожилий и связочного аппарата холки, затылка, шеи, конечностей). Заражение происходит на пастбищах. У большей части животных онхоцеркоз протекает в форме носительства, а у некоторых проходит в асептической форме или осложняется гноеродной инфекцией с некрозами.